# جوسوكي ساتو
جوسوكي ساتو (باليابانية: 佐藤 城介) (19 نوفمبر 1975 في توكوشيما في اليابان – )؛ هو لاعب كرة قدم سابق كان يلعب كمدافع.